# Hyloxalus subpunctatus
Hyloxalus subpunctatus е вид земноводно от семейство Дърволази (Dendrobatidae).

## Разпространение
Видът е разпространен в Колумбия.